# Jay Adler

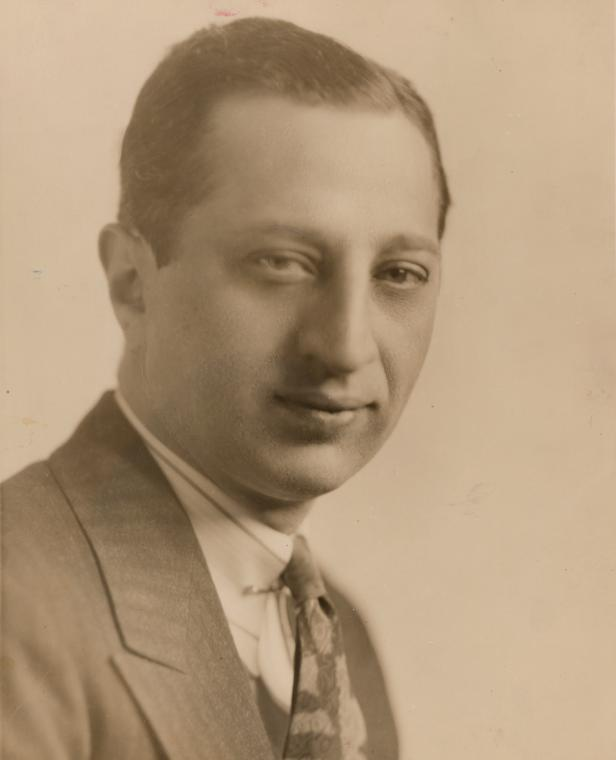
Jay Adler (ca 1935)

Jay Adler, född den 26 september 1896 i New York, död den 23 september 1978 i Woodland Hills, Kalifornien, var en amerikansk skådespelare. Adler var son till Jacob P. Adler och Sara Adler.

## Filmografi
- 1951 – Hämnaren slår till
- 1952 – Mina sex fångar
- 1953 – Mordkommissionen i arbete
- 1953 – 99 River Street
- 1954 – Död mans dom
- 1955 – Revolvermannen
- 1955 – Mord på fel person
- 1956 – Spelet är förlorat
- 1957 – Ett mord för mycket
- 1959 – Curse of the Undead
- 1965 – En sån jäkel till farsa
- 1970 – Det tredje ögat
- 1973 – Bummer!